# Laura Bush
Laura Lane Welch, coniugata Bush (Midland, 4 novembre 1946), è un'educatrice e scrittrice statunitense, moglie di George W. Bush, 43° First lady degli Stati Uniti d'America dal 2001 al 2009.

## Biografia
Figlia unica di Harold e Jenna Louise Hawkins Welch, è nata e cresciuta in una famiglia democratica a Midland, nel Texas. Ha studiato alla Southern Methodist University di Dallas, dove ha ottenuto un diploma in scienze della formazione. Dopo la scuola ha lavorato come insegnante nella scuola primaria Longfellow a Dallas per poi essere trasferita a Houston, nella scuola primaria John Fitzgerald Kennedy.
La notte del 6 novembre 1963, due giorni dopo il suo 17 ° compleanno, Laura Welch non si fermò ad un segnale di stop e colpì un'altra macchina, uccidendone l'autista. La vittima era il suo caro amico e compagno di classe Michael Dutton Douglas. Secondo alcuni resoconti, Douglas era stato il fidanzato di Welch, ma lei ha affermato che non era il suo ragazzo in quel momento, ma piuttosto un amico molto intimo. Laura Bush e il suo passeggero, entrambi diciassettenni, sono stati curati per ferite lievi. Secondo il rapporto sull'incidente diffuso dalla città di Midland nel 2000, in risposta a una richiesta di registrazione aperta, non è stata accusata dell'incidente. Il portavoce di Bush ha detto: "È stato un incidente molto tragico che ha colpito profondamente le famiglie ed è stato molto doloroso per tutti i soggetti coinvolti, compresa la comunità in generale". Nel suo libro Spoken from the Heart dice che lo schianto le ha fatto perdere la fede "per molti, molti anni".
Laura Bush ha lavorato per molti anni come bibliotecaria nella scuola Dawson e nel 1977 conobbe George W. Bush nella casa di un amico comune. Dopo essersi sposati nel novembre 1977, i due si trasferirono a Midland. Nel 1981 George e Laura Bush hanno avuto due figlie gemelle che hanno chiamato, in onore alle rispettive madri, Barbara e Jenna. Nel 1987 la famiglia si trasferì a Washington, dove in quel periodo George lavorava per il padre, George H. W. Bush, inizialmente Vicepresidente e in seguito Presidente degli Stati Uniti d'America. Nel novembre del 1994 George W. Bush fu eletto governatore del Texas e la famiglia si stabilì ad Austin, la città capitale di questo stato. Nel gennaio del 2001 Bush fu eletto Presidente e Laura divenne First Lady. In queste vesti, la Bush operò a favore delle cause infantili e s'impegnò in questioni relative al benessere e all'emancipazione delle donne. Viaggiò frequentemente in Africa, per occuparsi di problemi come l'AIDS infantile e la malaria. Nel film W. è stata interpretata da Elizabeth Banks.